# Quỳnh Hưng, Quỳnh Phụ
Quỳnh Hưng là một xã thuộc huyện Quỳnh Phụ, tỉnh Thái Bình, Việt Nam.

## Giới thiệu
Xã Quỳnh Hưng được chia làm 4 thôn:Tân Dân, Tài Giá, Phúc Bồi và Mỹ Giá. 